# Skepta
Joseph Junior Adenuga, född 19 september 1982 i Tottenham, London, är en brittisk rappare, mer känd under artistnamnet Skepta. Han anses som en viktig artist inom grimescenen och som en bidragande orsak till genrens uppsving under 2010-talets andra hälft.
Singeln Shutdown från albumet Konnichiwa blev av The Guardian utsedd till 2015 års bästa låt, och kallades av Andres Lokko en nationalsång för brittisk grime.

## Diskografi

### Album & EP
- Greatest Hits (2007)
- Microphone Champion (2009)
- Doin' It Again (2011)
- Konnichiwa (2016)
- Ignorance Is Bliss (2019)

### Samarbetsalbum
- Insomnia med Chip och Young Adz (2020)